# Naja Rosa (album)
Naja Rosa è l'album di debutto eponimo della cantante danese Naja Rosa, pubblicato il 16 agosto 2010 su etichetta discografica Zewski Music Group.

## Tracce
1. Set It on Fire – 3:57
2. From the Bed to the Floor – 3:57
3. Winds Are Changing – 4:40
4. When the Smoke Clears – 4:14
5. Fly Away – 4:50
6. Heaven Is Crying – 4:34
7. The City – 3:54
8. Mountain of Love – 3:53
9. Fallin' – 3:48
10. If Time Was a Religion – 4:29

## Classifiche
| Classifica (2010) | Posizione massima |
| ----------------- | ----------------- |
| Danimarca         | 4                 |